# Carmela Schmidt
Carmela Schmidt (alemany: Carmela Yvonne Schmidt(-Ertel))  (Halle, 16 de maig de 1962) és una nedadora alemanya, ja retirada, especialista en estil lliure, que va competir sota bandera de la República Democràtica Alemanya durant les dècades de 1970 i 1980. Va estar casada amb el remer Carl Ertel.
El 1980 va prendre part en els Jocs Olímpics d'Estiu de Moscou, on va disputar tres proves del programa de natació. En els 200 i 400 metres lliures va guanyar la medalla de bronze. També va disputar les sèries dels 4x100 metres lliures, on l'equip alemanya acabà guanyant l'or, però en aquells moments sols rebien la medalla els esportistes que disputaven la final.
En el seu palmarès també destaquen dues medalles d'or en el Campionat del Món de natació de 1982, així com tres medalles en el Campionat d'Europa de natació de 1981, dues d'or i una de plata. Va establir un rècord d'Europa.
Una vegada retirada va passar a exercir tasques d'entrenadora al Centre Olímpic Regional de Saxònia-Anhalt.